# 乐东链珠藤
乐东链珠藤（学名：Alyxia lehtungensis）为夹竹桃科念珠藤属的植物，为中国的特有植物。分布于中国大陆的海南等地，生长于海拔170米至1,940米的地区，多生于山腰密林中，目前尚未由人工引种栽培。

## 异名
- Alyxia euonymifolia Tsiang
- Alyxia hainanensis Merr. et Chun
- Alyxia jasminea Tsiang et P. T. Li
- Alyxia lehtungensis Tsiang
- Alyxia vulgaris Tsiang